# 서울특별시 부교육감
서울특별시교육청 부교육감(서울市敎育廳 副敎育監)은 서울특별시교육감을 보좌하여 서울특별시교육청의 사무를 지휘·감독하는 일반직 고위공무원 가급(구 관리관) 또는 1급 상당의 장학관으로 보하는 공무원이다.

## 역대 부교육감
| 대수     | 이름           | 직급   | 재임기간                            | 주요약력                                                     |
| -------- | -------------- | ------ | ----------------------------------- | ------------------------------------------------------------ |
| 직무대리 | 이규현(李圭鉉) |        | 1972년 12월 18일 ~ 1973년 1월 1일   |                                                              |
| 초대     | 구본석(具本錫) | 관리관 | 1973년 1월 2일 ~ 1975년 8월 30일    | 문교부 보통교육국장, 경기여고 교장, 서울교육감               |
| 2대      | 신집호(申集浩) | 장학관 | 1975년 8월 30일 ~ 1977년 9월 1일    | 문교부 교육과정과장, 성동고 교장, 경복고 교장                |
| 3대      | 황철수(黃哲秀) | 장학관 | 1977년 9월 2일 ~ 1979년 3월 23일    | 문교부 장학실장, 경기고 교장, 경기교육감, 국회의원           |
| 4대      | 서장석(徐章錫) | 장학관 | 1979년 3월 23일 ~ 1980년 6월 20일   | 시교위 중등교육과장, 경기고 교장, 서울교대 학장              |
| 5대      | 황천성(黃天性) | 관리관 | 1980년 6월 20일 ~ 1981년 8월 5일    | 문교부 체육국장, 교직국장, 국립중앙도서관장                  |
| 6대      | 최열곤(崔烈坤) | 관리관 | 1981년 8월 5일 ~ 1982년             | 문교부 사회국제교육국장, 중앙교육연수원장, 서울교육감        |
| 7대      | 장기성(張基成) | 장학관 | 1982년 ~ 1983년 10월 8일            | 시교위 학무국장, 용산고교장, 문교부 장학편수실장, 충남교육감 |
| 직무대리 | 이재선(李在善) |        | 1983년 10월 8일 ~ 1983년 10월 18일  |                                                              |
| 8대      | 이재선(李在善) | 관리관 | 1983년 10월 19일 ~ 1985년 10월 18일 | 문교부 보통교육국장, 교직국장                                |
| 9대      | 성낙준(成樂浚) | 장학관 | 1985년 10월 19일 ~ 1987년 2월 28일  | 용산고 교장, 시교위 학무국장, 서울고 교장                    |
| 10대     | 이준해(李俊海) | 장학관 | 1987년 2월 28일 ~ 1988년 9월 16일   | 용산고 교장, 문교부 장학편수실장, EBS 원장, 서울교육감       |
| 11대     | 진용철(陳庸喆) | 관리관 | 1988년 9월 16일 ~ 1989년 1월 13일   | 문교부 보통교육국장, 예술원 사무국장                         |
| 12대     | 박병용(朴炳墉) | 관리관 | 1989년 1월 13일 ~ 1992년 4월 12일   | 문교부 보통교육국장, 중앙교육연수원장, 국립교육평가원장      |

| 서울특별시교육청 부교육감 | 서울특별시교육청 부교육감 | 서울특별시교육청 부교육감 | 서울특별시교육청 부교육감          | 서울특별시교육청 부교육감                                     |
| 대수                      | 이름                      | 직급                      | 재임기간                           | 주요약력                                                      |
| ------------------------- | ------------------------- | ------------------------- | ---------------------------------- | ------------------------------------------------------------- |
| 13대                      | 김득수(金得洙)            | 관리관                    | 1992년 4월 13일 ~ 1993년 7월 7일   | 문교부 보통교육국장, 사학연금공단 이사장                      |
| 14대                      | 류해돈(柳海敦)            | 관리관                    | 1993년 7월 8일 ~ 1996년 7월 25일   | 교육부 교직국장, 과학교육국장, 중앙교육연수원장               |
| 15대                      | 이원우(李元雨)            | 관리관                    | 1996년 7월 25일 ~ 1998년 2월 25일  | 교육부 교육방송관리관, 대학교육국장, 교육부 차관              |
| 직무대리                  | 양재훈(梁在焄)            |                           | 1998년 2월 26일 ~ 1998년 7월 8일   | 서울교육청 관리국장, 부산대 사무국장                          |
| 16대                      | 김상권(金相權)            | 관리관                    | 1998년 7월 9일 ~ 2000년 2월 12일   | 경기 부교육감, 국립국제교육원장, 교육인적자원부 차관          |
| 17대                      | 임동권(任東權)            | 장학관                    | 2000년 2월 13일 ~ 2001년 2월 28일  | 서울 중부교육장, 교육부 학교정책실장, 서울고 교장             |
| 18대                      | 서범석(徐凡錫)            | 관리관                    | 2001년 3월 2일 ~ 2003년 3월 9일    | 서울대 사무국장, 대통령 교육비서관, 교육인적자원부 차관       |
| 직무대리                  | 양창현(梁昌鉉)            |                           | 2003년 3월 9일 ~ 2003년 3월 26일   |                                                               |
| 19대                      | 김평수(金坪洙)            | 관리관                    | 2003년 3월 27일 ~ 2004년 10월 24일 | 교육부 교육자치지원국장, 한국교직원공제회 이사장              |
| 20대                      | 정기언                    | 관리관                    | 2004년 10월 25일 ~ 2005년 9월 4일  | 청와대 교육비서관, 교육부 차관보, 수원여대 총장               |
| 21대                      | 서남수(徐南洙)            | 고위공무원(가급)          | 2005년 9월 5일 ~ 2007년 6월 20일   | 교육인적자원부 차관보, 차관, 교육부 장관                      |
| 22대                      | 박경재                    | 고위공무원(가급)          | 2007년 6월 20일 ~ 2008년 3월 20일  | 경기 부교육감, 교육인적자원부 정책홍보관리실장                |
| 23대                      | 김경회                    | 고위공무원(가급)          | 2008년 3월 21일 ~ 2010년 3월 4일   | 제주 부교육감, 교육인적자원부 정책홍보관리실장                |
| 24대                      | 이성희                    | 고위공무원(가급)          | 2010년 3월 8일 ~ 2011년 1월 9일    | 교육과학기술부 기획조정실장, 청와대 교육비서관                |
| 25대                      | 임승빈                    | 고위공무원(가급)          | 2011년 1월 10일 ~ 2011년 10월 27일 | 교육과학기술부 미래인재정책관, 한국교육학술정보원장           |
| 26대                      | 이대영                    | 장학관                    | 2011년 10월 28일 ~ 2013년 2월 6일  | 교육과학기술부 대변인, 서초고 교장, 무학여고 교장             |
| 27대                      | 김관복                    | 고위공무원(가급)          | 2013년 1월 7일 ~ 2014년 12월 29일  | 교육과학기술부 인재정책실장, 교육부 기획조정실장              |
| 28대                      | 박백범                    | 고위공무원(가급)          | 2014년 12월 30일 ~ 2016년 6월 30일 | 교육부 대학지원실장, 기획조정실장, 교육부 차관                |
| 29대                      | 박춘란                    | 고위공무원(가급)          | 2016년 7월 1일 ~ 2017년 5월 31일   | 교육부 대학정책관, 교육부 차관, 국가공무원인재개발원장        |
| 직무대리                  | 정병익                    |                           | 2017년 6월 1일 ~ 2017년 10월 31일  | 전북 부교육감, 교육부 평생미래교육국장                        |
| 29대                      | 김원찬                    | 고위공무원(가급)          | 2017년 11월 1일 ~ 2020년 3월 22일  | 경기 제1부교육감, 경남 부교육감, 중앙교육연수원장             |
| 30대                      | 김영철                    | 고위공무원(가급)          | 2020년 3월 23일 ~ 2021년 7월 23일  | 기획조정실장, 중앙교육연수원장, 한국연구재단 사무총장         |
| 31대                      | 김규태                    | 고위공무원(가급)          | 2021년 7월 23일 ~ 2023년 2월 1일   | 전북 부교육감, 고등교육정책실장, 경기 제1부교육감             |
| 32대                      | 설세훈                    | 고위공무원(가급)          | 2023년 2월 2일 ~                   | 경기 제1부교육감, 교원소청심사위원장, 대통령비서실 교육비서관 |

## 같이 보기
- 서울특별시교육청
- 서울특별시교육감